# Phyllozelus genicularis
Phyllozelus genicularis is een rechtvleugelig insect uit de familie sabelsprinkhanen (Tettigoniidae). De wetenschappelijke naam van deze soort is voor het eerst geldig gepubliceerd in 1892 door Pictet & Saussure.